# 潘榮
潘榮（1419年—1496年），字尊用，号疏庵，明朝福建承宣布政使司漳州府龍溪縣（今福建省漳州市）十二三都潘田社（今颜厝镇官田社）人。官至南京戶部尚書。

## 生平
正統十三年（1448年），潘榮中進士。选庶吉士，授吏科給事中。
天順六年（1462年），琉球国中山王尚泰久薨，朝廷遣潘荣受一品官服，充册封正使，行人司行人蔡哲充副使，前往琉球致祭，并册封世子尚德为王。潘荣在琉球期间，写成《中山八景记》。还朝后，升任都给事中。
成化六年上言，升南京太常寺少卿。七年後，升戶部右侍郎，后改南京右副都御史。成化十七年，授戶部左侍郎。成化二十年，任南京戶部尚書。弘治元年（1488年）告老。卒贈太子太保。